# Pilodeudorix anetia
Pilodeudorix anetia is een vlinder uit de familie van de Lycaenidae. De wetenschappelijke naam van de soort is voor het eerst gepubliceerd in 1924 door Gustaaf Hulstaert.
De soort komt voor in de primaire regenwouden van Nigeria, Kameroen, Congo-Brazzaville, Congo-Kinshasa, Oeganda, Tanzania en Zambia.